# Starý židovský hřbitov v Údlicích
Starý židovský hřbitov v Údlicích se nacházel v severovýchodní části obce Údlice, asi 300 metrů jihovýchodně od nového židovského hřbitova. Založen byl v 16. století a pohřbívalo se na něm až do roku 1870. Hřbitov byl zlikvidován během druhé světové války nacisty, kteří použili náhrobní kameny jako dlažební kámen. V poválečném období byl pozemek někdejšího hřbitova rozdělen na parcely, dnes je zčásti školním pozemkem a zčásti soukromými zahradami. Jako jediné se dochovaly části ohradní zdi a bývalá márnice, která je využívaná jako stodola.